# うただま
『うただま』は、デーモン閣下の8枚目のオリジナル・アルバム。

## 概要
ソニー・ミュージックレーベルズ系列であるアリオラジャパン移籍後第二弾となるオリジナル・アルバム。アンプラグドな楽曲を中心に、カバー曲など全10曲が収録されている。
ジャケットのイラストと販促用のポスターは、デーモン閣下の発案により、親交のある鉄拳が手掛けた。また、鉄拳は「デーモン閣下のオールナイトニッポンpremium」に初回ゲストとして出演し、「デーモンさんの子供時代を想像して懐かしい感じの絵を書いて下さいというリクエストを頂いた」と語っている。
奏者として、林正樹や三橋貴風、小春（チャラン・ポ・ランタン）、名嘉常安、シュウミンが参加した。
「砂漠のトカゲ」以外はすべて新録である。
タイトルは当初、「やさしいうた」とする方向で進んでいたが、製作を進めていく過程で「楽曲(歌)に魂を込める」意味合いの「うただま」に変更された。
前作『EXISTENCE』と同じく、初回限定盤と通常盤の二種類があり、初回限定盤には、CDの他に、ミュージック・ビデオと録り下ろしインタビュー映像を収録したDVDが付属している。

## 収録曲

### CD（初回限定盤・通常盤共通）
1. 少年時代
作詞・作曲：井上陽水
演奏：三橋貴風（尺八：一尺九寸・一尺四寸）、外山香（十七絃筝・二十絃筝）[3]
井上陽水の1990年の楽曲。
2. 砂漠のトカゲ
作詞・作曲：うちのますみ、佐藤雅彦、堀江由朗
演奏：堀江由朗（全楽器）、川の字トリオ（合唱）[3]
Eテレ『Eテレ2355』おやすみソング。
3. 見上げてごらん夜の星を
作詞：永六輔 / 作曲：いずみたく
演奏：林正樹（ピアノ）[3]
ミュージカル『見上げてごらん夜の星を』劇中主題歌。
4. 千秋楽 - 雅楽・盤渉調古典曲をモチーフとした独自楽曲 -
作詞：デーモン閣下 / 作曲：稲葉明徳、デーモン閣下
演奏：稲葉明徳（篳篥・鞨鼓）、髙原聰子（鉦鼓・笙）、上坊有平（楽太鼓・龍笛・楽琵琶）、松崎雄一（ピアノ）[3]
5. やつらの足音のバラード
作詞：園山俊二 / 作曲：ムッシュかまやつ
演奏：名嘉常安（三線・太鼓）[3]
6. Interlude - 人 -
7. 今も翔ぶ -From the New World-
作詞：デーモン閣下 / 作曲：アントニン・ドヴォルザーク
演奏：岡田鉄平（第1ヴァイオリン）、田中大輔（第2ヴァイオリン）、成谷仁志（ヴィオラ）、武井英哉（チェロ）、杉浦哲郎（指揮）[3]
8. Zutto
作詞・作曲：デーモン閣下
演奏：シュウミン（二胡）、金子浩（ルネサンスリュート・テオルボ）[3]
2003年のアルバム『WHEN THE FUTURE LOVES THE PAST 〜未来が過去を愛するとき〜』収録曲のセルフカバー。
9. Interlude - 地 -
10. 故郷（ふるさと）
作詞：高野辰之 / 作曲：岡野貞一
演奏：小春（クロマティックアコーディオン）[3]
11. 君が代
作曲：林広守
演奏：稲葉明徳（篠笛）、松崎雄一（ピアノ）[3]
日本の国歌。
12. Toi toi toi! - うただま編 -
作詞：うちのますみ、佐藤雅彦 / 作曲：近藤研二
演奏：稲葉明徳（篳篥・笛）、岡田鉄平（ヴァイオリン）、成谷仁志（ヴィオラ）、武井英哉（チェロ）、松崎雄一（鍵盤ハーモニカ）[3]
『Eテレ 0655』の「おはようソング」及び『Eテレ 2355』の「おやすみソング」。
13. Interlude - 天 -

### DVD（初回限定盤のみ）
1. 少年時代 (Music Video)
登場する砂絵はサンドアートパフォーマーの田村祐子が手掛けている[10]。
2. toi toi toi !! (「Eテレ0655」より)
3. 砂漠のトカゲ (「Eテレ2355」より)
4. デーモン閣下「うただま」を語る